# 圃田街道
圃田街道，是中华人民共和国河南省郑州市管城回族区下辖的一个乡级行政区，位于郑州市东部，有“列子故里”之称。圃田街道总面积约6平方公里，总人口7300余人，流动人口达到4万人。。

## 行政区划
圃田乡下辖以下地区：
圃田村、河沟王村和小孙庄村。

## 历史
圃田古称圃田泽，在《周礼·职方氏》卷32中即有记载。隋朝时有圃田县名，行政区名和地名沿用至今。1985年，圃田人民公社改为圃田乡，辖17个行政村。1987年划归管城回族区，全乡总面积28.41平方公里。21世纪后，圃田乡又历经3次大的区划调整，2003年和2007年两次区划调整共将7个行政村调整至郑州经济技术开发区，2010年，京港澳高速公路以西的7个行政村（东周村、南岗村、小店村、榆林村、西刘庄、白佛村、穆庄村）划归郑东新区。2013年4月，圃田乡由郑东新区进行管理。2025年1月20日，改设街道。